# Edobico
Edobico o Edobich (latino: Edobichus; ... – 411) è stato un generale goto coinvolto nell'usurpazione di Costantino "III" contro l'imperatore Flavio Onorio.
Edobico sostenne l'usurpazione di Costantino III contro Onorio: quando l'usurpatore venne assediato a Valentia (moderna Valence) dal generale visigoto Saro (407), comandante delle truppe fedeli a Onorio, furono i rinforzi di Edobico e dal magister militum Geronzio a salvarlo.
Nel 410 Geronzio si ribellò contro Costantino elevandogli contro un nuovo usurpatore di nome Massimo; Edobico, nominato magister utriusque militiae, fu inviato allora oltre il Reno, presso i Franchi, a cercare rinforzi. 
Geronzio sconfisse e poi uccise il figlio di Costantino e co-augustus Costante "II", e mise sotto assedio Costantino e l'altro suo figlio Giuliano ad Arelate (moderna Arles); mentre Edobico era ancora lontano, giunse ad Arelate Flavio Costanzo, generale di Onorio, il quale sconfisse le truppe spagnole di Geronzio, ma continuò l'assedio contro Costantino per altri tre mesi. Infine giunsero i rinforzi di Edobico (411), che guidava un grande esercito di Franchi e Alamanni: la battaglia decisiva si combatté di fronte ad Arelate ed Edobico venne sconfitto. Trovato rifugio presso la proprietà di un amico, Ecdicio, Edobico venne tradito e ucciso da questi.